# Rosneft
Rosneft é uma das maiores empresas petrolíferas do mundo. O governo russo é o maior acionista da empresa com 75% das ações, ao lado da Gazprom e LUKoil. A Rosneft é uma das três maiores empresas de petróleo e gás da Rússia. Em 2018, a receita da empresa na Rússia foi de 70,5 bilhões de euros.
Em 2022, a empresa ocupou a 118ª posição no ranking das 500 maiores empresas do mundo, da Fortune.